# Balthasar Ferdinand Moll

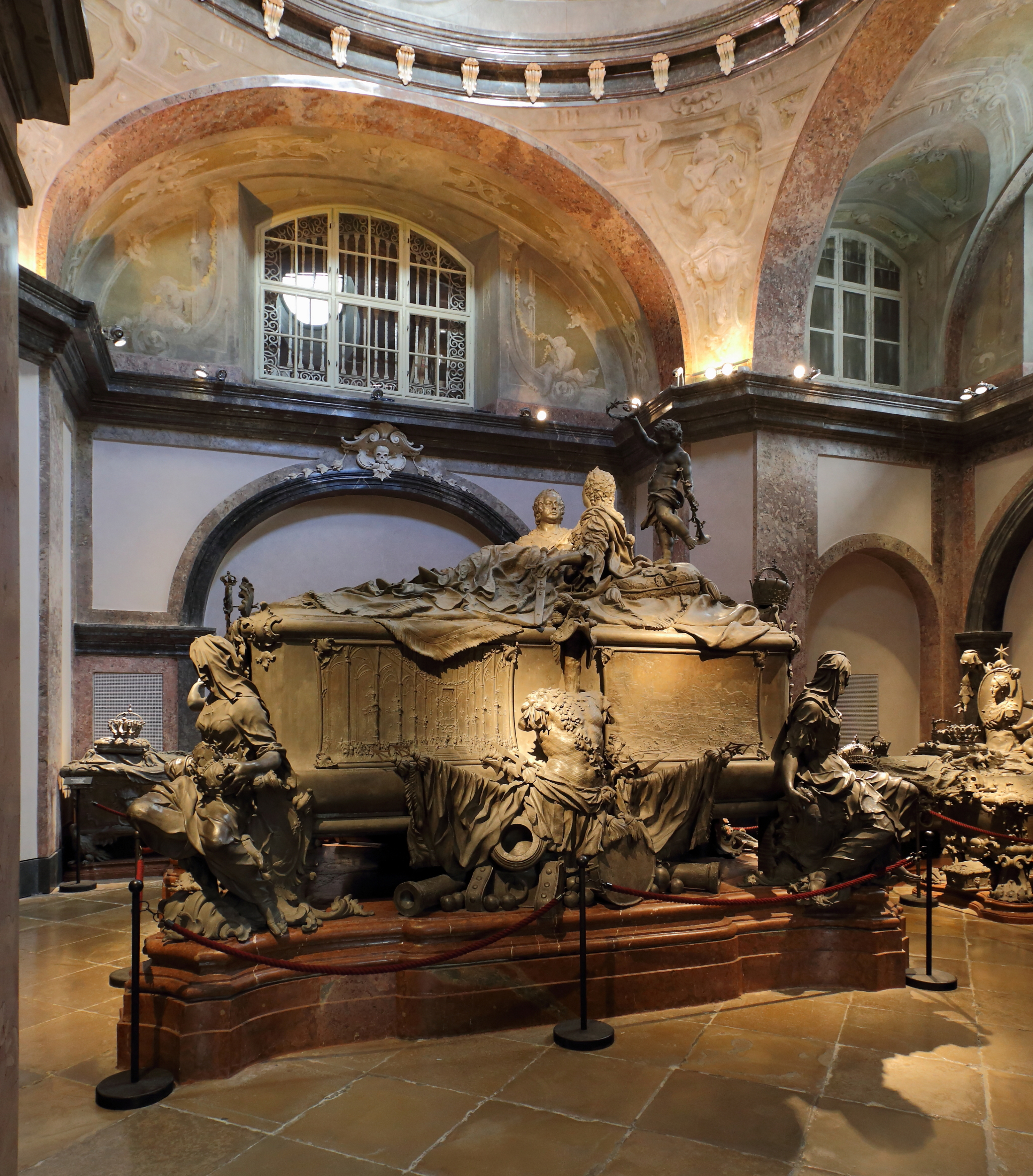
Sarcofago dell'imperatrice Maria Teresa, Vienna

Balthasar Ferdinand Moll (Innsbruck, 4 gennaio 1717 – Vienna, 3 marzo 1785) è stato uno scultore austriaco, uno dei maggiori artisti del tardo barocco assieme a Georg Raphael Donner e Lorenzo Mattielli.

## Biografia
Proveniente da una famiglia di scultori tirolese, apprese i primi rudimenti dell'arte dal padre, Nikolaus Moll. Iniziò a frequentare l'Accademia di Vienna nel 1738, ma il suo vero maestro fu lo scultore viennese Georg Raphael Donner (1693–1741). Moll insegnò all'Accademia dal 1751 al 1754, uno dei suoi allievi fu Franz Xaver Messerschmidt (1736-1783). 
Nel 1739 realizzò la decorazione del pulpito della chiesa dei serviti di Vienna con figure monumentali rappresentanti le virtù di Fede, Speranza, Carità. Si occupò quindi del monumento funebre per il generale Leopold Joseph Daun (morto nel 1766) su una parete della cappella di S. Giorgio nell'Augustinerkirche di Vienna.
Inizialmente venne impiegato dalla corte per la progettazione e la realizzazione di oggetti di poca importanza, come slitte, ma divenne ben presto lo scultore di rappresentanza della corte nell'epoca del tardo barocco: le sue opere più famose si trovano nella Cripta Imperiale, dove realizzò circa venti tombe per gli Asburgo, in particolare il suo capolavoro, l'elaborato doppio sarcofago in stile rococò dell'imperatrice Maria Teresa e del marito, l'imperatore Francesco I, al quale lavorò dal 1751 al 1772.

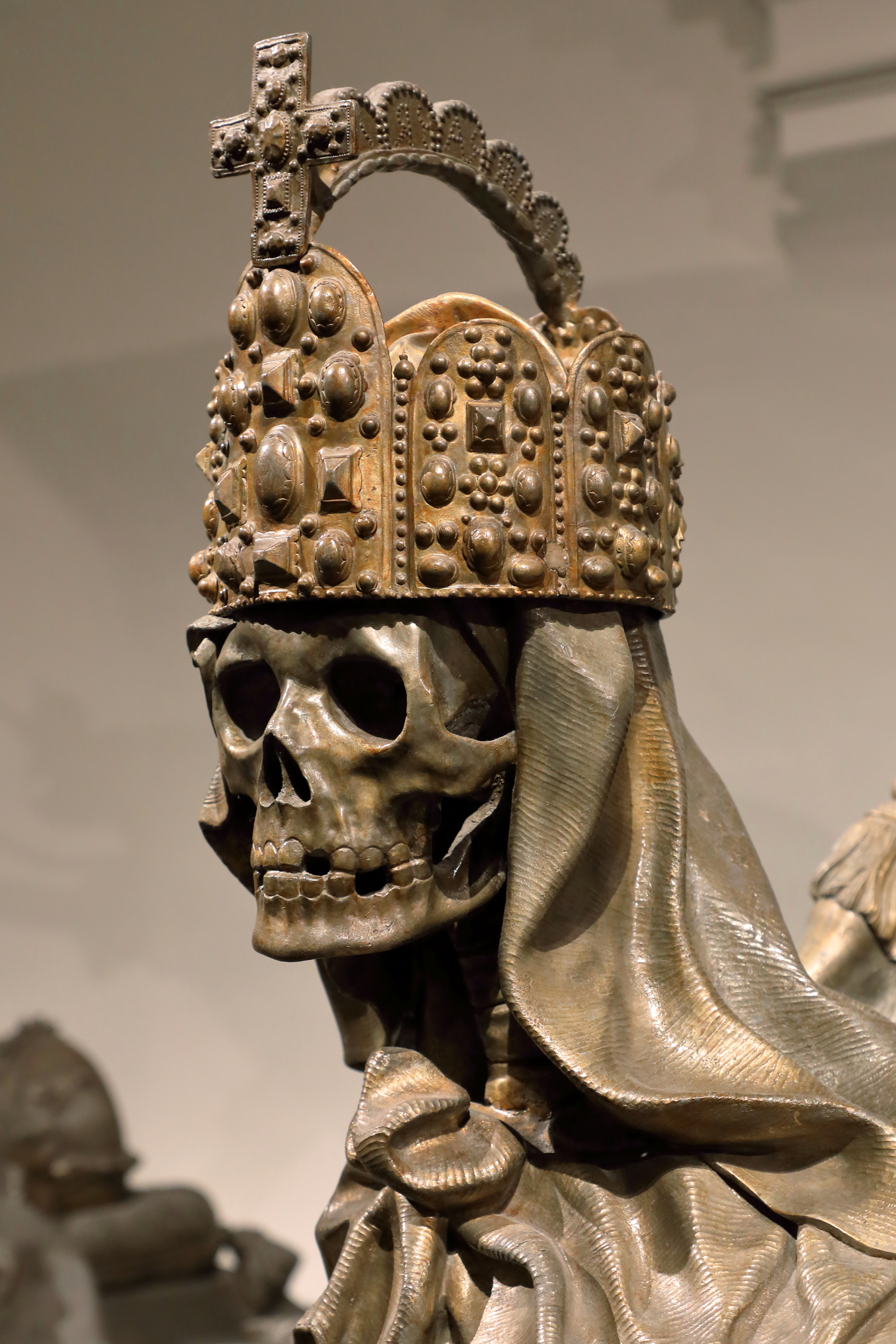
Sarcofago dell'imperatore Carlo VI (dettaglio con la corona del Sacro Romano Impero)

La coppia imperiale, ritratta a grandezza naturale, giace sopra il coperchio, destata dal sonno della morte dalle Trombe del Giudizio. I due si guardano negli occhi, mentre un putto alle loro spalle regge una ghirlanda di stelle sopra le loro teste. I rilievi sui lati del sarcofago raffigurano momenti importanti della loro vita: la cerimonia d'ingresso a Firenze come granduchi di Toscana, la coronazione di Francesco I a Francoforte sul Meno nel 1745, la sua incoronazione a Praga come re di Boemia e la cerimonia d'incoronazione di Maria Teresa a Bratislava. Ai quattro angoli, statue piangenti mostrano le corone e le insegne dei loro titoli: Sacro Romano Impero, Ungheria, Boemia e Gerusalemme.
Moll lavorò anche sui sarcofagi dell'imperatore Carlo VI, padre di Maria Teresa (realizzando il famoso teschio con la corona del Sacro Romano Impero, dettaglio di gusto squisitamente barocco), della moglie di questi, Elisabetta Cristina, e dell'imperatore Giuseppe I.
Decorò numerosi edifici di culto, palazzi e castelli austriaci con statue, bassorilievi e crocifissi, collaborò inoltre alla decorazione con statue dell'arco trionfale in onore dell'imperatore Leopoldo II a Innsbruck.